# Lefse
Le lefse est un pain traditionnel norvégien composé de pommes de terre, lait ou crème fraîche, et farine, le tout cuit sur plaque chauffante.

## Généralités

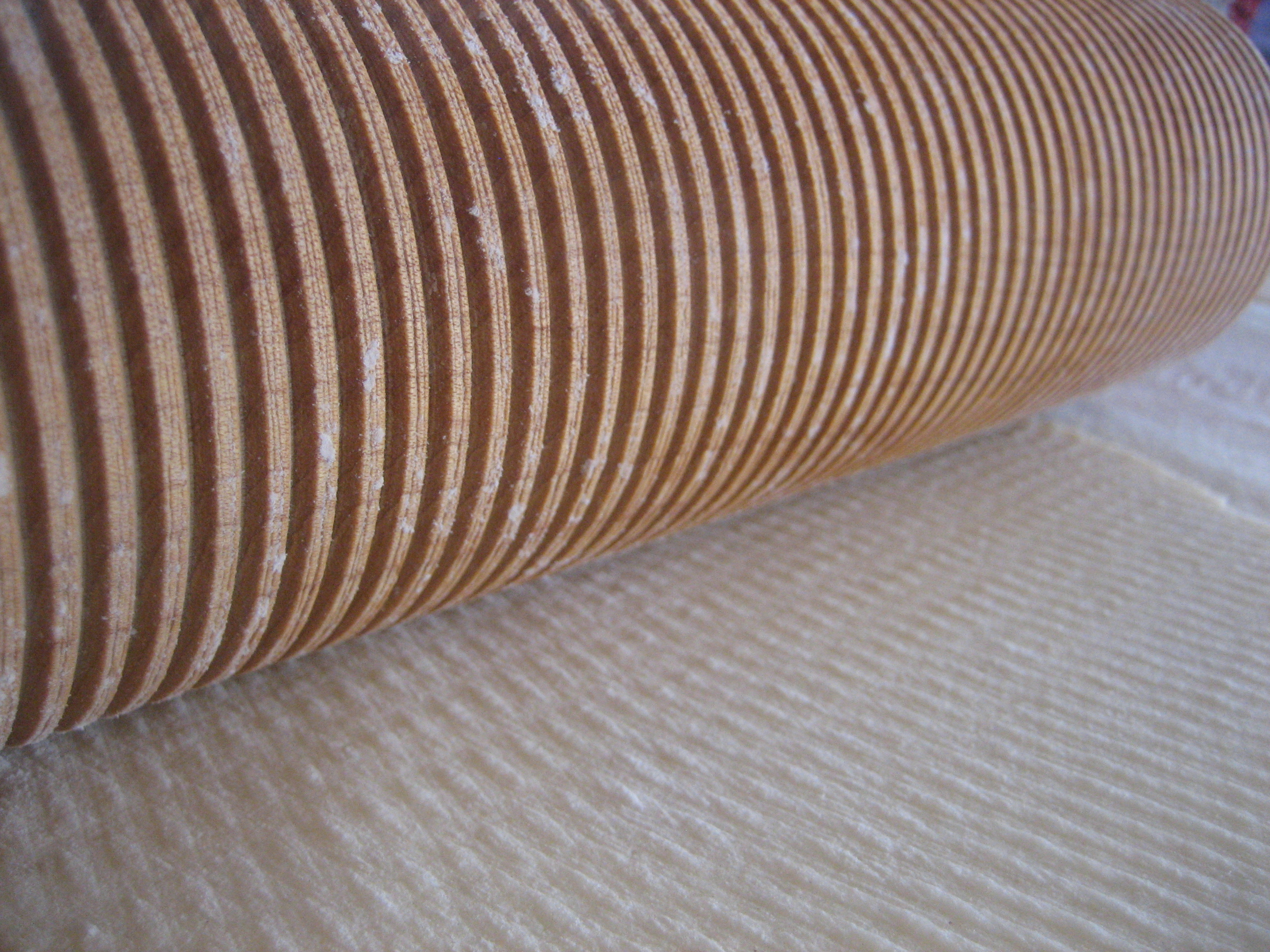
Rouleau de pâtisserie spécial pour lefse.

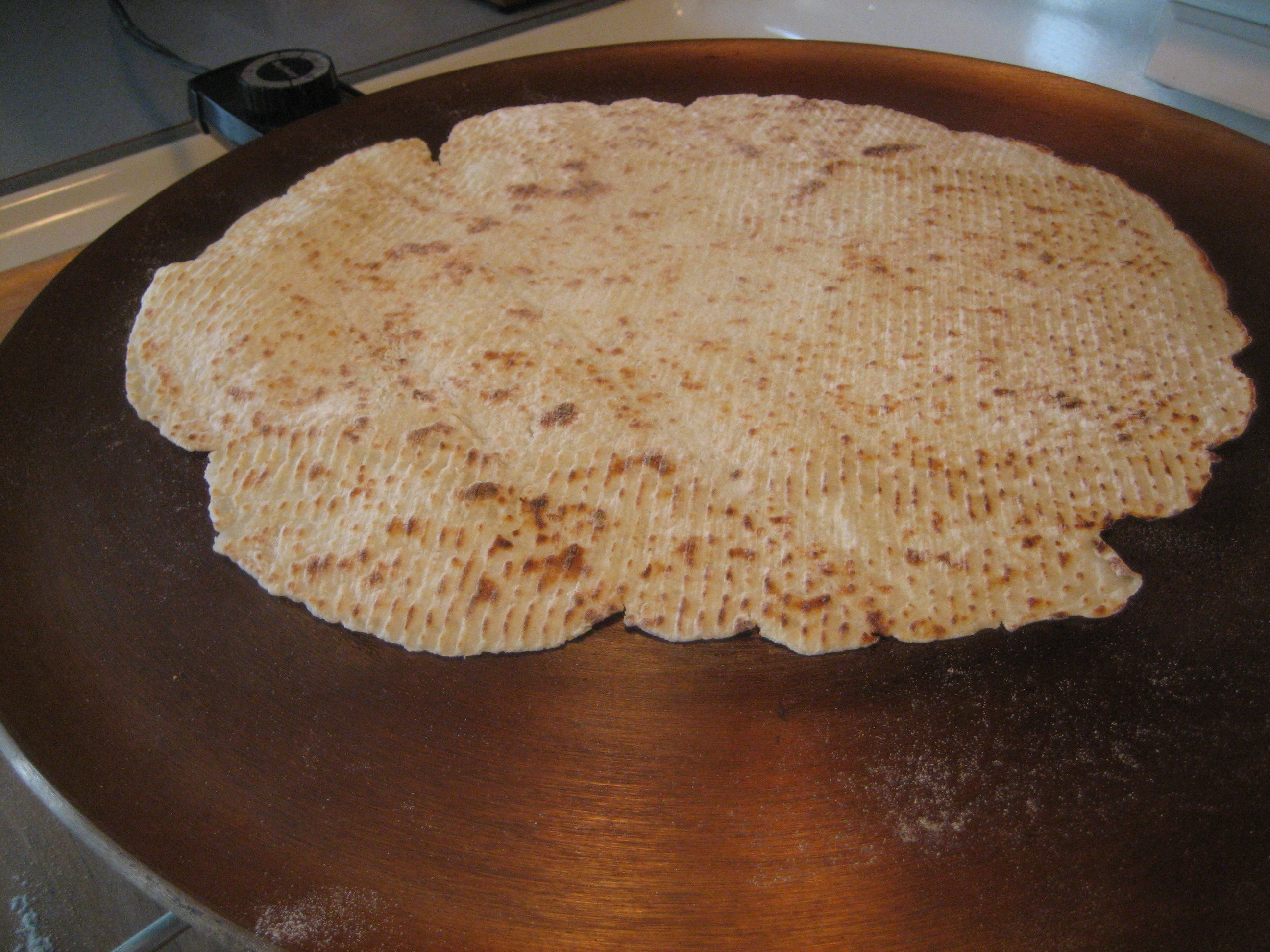
Lefse en train de cuire.

Il y a des variétés régionales assez différentes les unes des autres, quoique le résultat final reste assez fin (dans certaines régions de la Norvège, notamment dans le district de Valdres, le lefse peut être assez fin, s'approchant de l'épaisseur d'une crêpe).
Il existe des ustensiles spéciaux destinés à la fabrication des lefse, y compris de longs bâtons en bois pour les retourner sur la plaque chauffante, et des rouleaux à pâtisserie à fentes profondes.
Du fait d'une forte immigration norvégienne dans certains États du nord des États-Unis (en particulier le Dakota du Nord et du Sud, le Minnesota, le Wisconsin, l'État de Washington et le nord et le centre de l'Iowa), on peut y trouver du lefse dans les supermarchés.

## Variantes

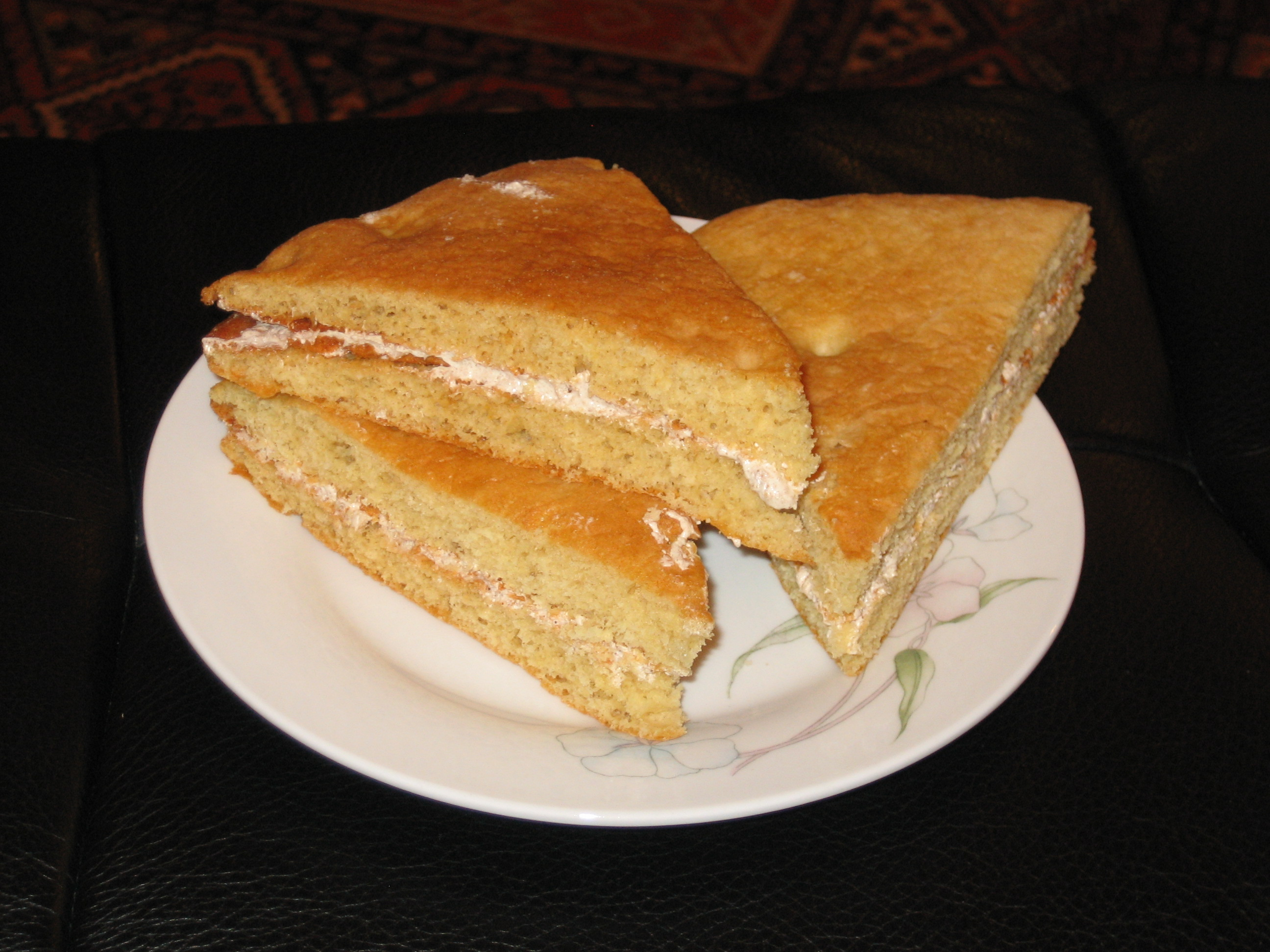
Plusieurs tykklefse.

Au centre de la Norvège on trouve la variante appelée tynnlefse (« lefse fin »), qui est enroulée avec du beurre, du sucre et de la cannelle (ou du beurre et sucre brun), et mangée comme petit gâteau ou crêpe.
Le tjukklefse ou tykklefse (« lefse épais »), est, comme son nom l'indique, plus épais. Il est généralement servi avec le café à la fin d'un repas.
Le potetlefse (« lefse de patate ») est souvent utilisé comme pain à hot dog, s'enroulant autour de différents types de saucisse.
Le krotekaker est une variante de la ville de Hardanger. D'abord dur, on plonge le krotekaker dans de l'eau pour qu'il se gonfle. Après une quinzaine de minutes, il ramollit et est prêt à enrouler autour de divers ingrédients (le plus souvent du hareng ou des œufs).
On peut également manger du lefse avec des condiments ou épices. La variante la plus répandue est d'ajouter du beurre et du sucre au lefse et le manger enroulé, ce qui est appelé lefse-klining en Norvège. On peut aussi ajouter de la cannelle ou de la confiture ou de l'airelle rouge. Parmi les variantes scandinavo-américaines, on trouve des tartines de beurre d'arachide et sucre, ou sucre et beurre, ou beurre et sirop de maïs, ou jambon et œufs. On peut aussi enrouler du lefse autour du lutefisk.